# Damien Molony
Damien Molony (ur. 21 lutego 1984 w Johnstownbridge) – irlandzki aktor filmowy i telewizyjny.

## Życiorys
Urodził się w Johnstownbridge, w hrabstwie Kildare. W 2011 ukończył studia aktorskie w Drama Centre London. Wystąpił na scenie Leeds Playhouse w Leeds w spektaklu Johna Forda 'Tis Pity She's a Whore. W 2011 otrzymał nagrodę im. Iana Charlesona.
Pierwszą większą rolę otrzymał w Być człowiekiem (Being Human), jako wampir Hal. Popularność przyniosła mu rola Albert Flight w Ripper Street: Tajemnica Kuby Rozpruwacza. W 2014 wystąpił w 23 odcinkach serialu, Suspects. Wystąpił też w serialu Clean Break. W 2016 wystąpił w filmie Tiger Raid.

## Filmografia

### Filmy
- 2009: Making Rosebud jako William West Junior
- 2009: The List jako Shaun
- 2010: When the Hurlyburly's Done jako Jacob
- 2012: National Theatre Live: Travelling Light jako Motl / Nate
- 2015: National Theatre Live: The Hard Problem jako Spike
- 2015: Wykończyć przyjaciół (Kill Your Friends) jako Ross
- 2016: Porwanie (Tiger Raid) jako Paddy
- 2017: Wojna o prąd (The Current War) jako Bourke Cockran

### Seriale TV
- 2012: Być człowiekiem (Being Human) jako Hal Yorke
- 2013: Ripper Street: Tajemnica Kuby Rozpruwacza (Ripper Street) jako Albert Flight
- 2014: Suspects jako Jack Weston
- 2015: The Devil You Know jako Robert Putnam
- 2015: Clean Break  jako Danny Dempsey
- 2015: Crashing jako Anthony
- 2020: The Split jako Tyler Donaghue